# WRC 9
WRC 9, également connu sous le nom de WRC 9 : Championnat du monde des rallyes, est le jeu officiel du Championnat du monde des rallyes 2020. Le jeu est développé par le studio français Kylotonn et édité par Bigben Interactive et sorti le 3 septembre 2020. Il est disponible sur Microsoft Windows, Nintendo Switch, PlayStation 4, PlayStation 5, Xbox One et Xbox Series.

## Développement et publication
WRC 9 a été révélé comme le jeu officiel en mars 2020 aux côtés de WRC 10 et WRC 11. Il comprendra les 13 manches programmées de la saison 2020, y compris les trois rallyes de retour, Safari Rally, Rally New Zealand et Rally Japan, avec jusqu'à cinquante équipages officiels de WRC, WRC-2, WRC-3 et J-WRC disponibles. Le jeu mettra également en vedette quinze autres véhicules emblématiques de l'histoire du WRC.
Le jeu est initialement disponible sur Microsoft Windows, PlayStation 4 et Xbox One le 3 septembre 2020 via Epic Games Store, et plus tard sur Nintendo Switch, avec une nouvelle date de sortie sur la neuvième génération de consoles de jeux vidéo PlayStation 5 et Xbox Series à venir.

## Système de jeu
WRC 9 dans sa version PlayStation 5 promet une plus grande immersion que jamais avec 60 images par seconde en résolution 4K.

## Liste des voitures
Les voitures des catégories WRC, WRC2, WRC 3, Junior WRC ainsi que des légendes sont disponibles dans le jeu:
| WRC        | Toyota Yaris Hyundai i20 Ford Fiesta |
| WRC 2      | ? |
| WRC 3      | ? |
| Junior WRC | ? |
| Légendes   | Lancia Stratos Lancia Fulvia HF Volkswagen Polo V (WRC 2016) Lancia 037 Porsche 911 GT3 RS RGT (997) Ford Escort MkII 1800 Alpine A110 1973 Lancia Delta HF Integrale Evoluzione Citroën Xsara (WRC 2005) Ford Focus 2007 Toyota Corolla 1999 Audi Quattro A2 1984 Citroën C3 (WRC 2019) Proton Iriz R5 |

## Liste des rallyes
13 rallyes sont disponibles dans le jeu dont 3 nouveaux:
- Rallye Monte-Carlo
- Rallye de Suède
- Rallye du Mexique
- Rallye d'Argentine
- Rallye du Portugal
- Rallye de Sardaigne
- Rallye de Turquie
- Rallye de Finlande
- Rallye d'Allemagne
- Rallye de Grande-Bretagne
- Rallye Safari (nouveau)
- Rallye de Nouvelle-Zélande (nouveau)
- Rallye du Japon (nouveau)